# Discovering the Waterfront
Discovering the Waterfront — второй студийный альбом канадской пост-хардкор группы Silverstein, выпущённый 16 августа 2005 года на лейбле Victory. На три песни с альбома были выпущены видеоклипы: «Smile In Your Sleep», «Discovering The Waterfront» и «My Heroine».

## Запись альбома
Альбом записан в Калифорнии, на студиях Capitol Studios в Голливуде и Maple Sound в Санта-Ане, с марта по апрель 2005 года. Продюсером выступил Кэмерон Уэбб, он же занимался сведением альбома.

## Выпуск
В апреле и мае 2005 года группа выступала по США в рамках тура Fueled By Ramen & Friends. С середины июня по середину августа группа отправилась в тур Warped.
Песня «Smile In Your Sleep» была выпущена в виде радио-сингла 19 июля. Сам альбом Discovering the Waterfront вышел 16 августа 2005 года на лейбле Victory.
Во время туров планировалось объединение групп Hawthorne Heights, Bayside, Aiden и Silverstein, но произошла трагедия: во время поездки в Солт-Лейк-Сити туровой фургон Bayside попал в аварию и перевернулся, из-за чего погиб барабанщик Джон «Beatz» Хулоан. «На прошлой неделе нам было очень, очень тяжело», — сказал вокалист Шейн Тольд. «Мы два года ездили в фургоне и не пристегивались ремнями безопасности. Мы ехали сквозь ледяные бури с плохими шинами, так что нам просто очень повезло, что с нами никогда ничего подобного не случалось. Это действительно открыло нам глаза».
В феврале 2006 года группа отправилась в короткое турне по США в качестве хедлайнеров, при поддержке Spitalfield, The Audition и Stretch Arm Strong. 28 февраля вышел клип на песню «Discovering The Waterfront». В августе 2006 группа выступила на фестивале Dirt Fest.
Альбом был переиздан 19 сентября 2006 года с DVD и бонус-треком «Rodeo Clown». Кроме того, вышел двухсторонний DVD, где на одной стороне было видео о группе Bayside, а на другой — видео о самом альбоме.

## Название, музыка и тексты
По словам музыкантов, название альбома представляет собой «способ выразить своё представление о том, как со временем может измениться точка зрения человека. Набережная — это место, где всё заканчивается и начинается, в зависимости от того, как вы на это смотрите и во что верите. Это место, где люди могут поразмышлять о себе и своей жизни. Каждый переживает драматический момент в своей жизни, когда всё, что он знает, разваливается на части и смотреть вперёд кажется бессмысленно. Но со временем вы понимаете, что новое направление, в котором вы были вынуждены плыть, не было концом, и то, что когда-то выглядело ничем, в конечном итоге превратилось во что-то новое».
- «Your Sword Versus My Dagger» — название песни является метафорой, так как в тексте говорится об отношениях, о нечестной борьбе в эмоциональном смысле. Речь идёт об одном человеке в отношениях, который изменяет в незначительной степени, например, флиртует, а другой человек полноценно изменяет[16]. В некоторых цифровых магазинах песня ошибочно указана как «My Dagger vs.Your Sword»[17].
- «Smile In Your Sleep» — по словам Шейна, текст песни был придуман после безумного сна, в котором он убил свою подругу: «Это был самый первый раз, когда мы приехали в Англию, и тогда мой режим сна был совершенно испорчен. В первый день я вообще не спал, а на второй день проспал 20 часов подряд, а когда проснулся, то понятия не имел, где нахожусь. Я был совершенно сбит с толку, а потом мне приснился этот нелепый сон, и я подумал, что всё это произошло на самом деле»[10]. Автор отметал предположения о том, что песня написана о женоненавистничестве, а подчёркивал, что это всего лишь описание безумного сна[18].
- «Discovering The Waterfront» — в заглавной композиции звучит скрипка, на который играл Шон Маккин из группы Yellowcard.
- «My Heroine» — самая известная песня группы, в значительной степени способствовавшая популярности Silverstein. В тексте говорится о бывшем друге Шейна, который боролся с наркозависимостью. По словам автора, ему потребовалось почти два года, чтобы полностью закончить песню. Он придумал все партии для каждого инструмента, включая барабаны[19]. Клип был снят в заброшенной начальной школе в Торонто[20]. Песня имела шансы и не появиться на альбоме: первоначальное демо было низкого качества, так как Шейн записал его в подвале, где барабаны и клавишные звучали плохо[18].
- «Always And Newer» — эту песню также могли не включить в альбом[18]. Изначально на ней не было скрима, он был добавлен позже по настоянию продюсера Кэмерона Уэбба[18].
- «Three Hours Back» — первая песня, написанная для альбома, когда группа гастролировала с Senses Fail в США[21]. В ней поётся о том, каково это быть на гастролях, скучать по друзьям и семье[22]. Название «Three Hours Back» (с англ. — «На три часа назад») показывает разницу во времени между Западным и Восточным побережьем США — местом проживания группы и регионами концертного тура[22].

Альбом изначально звучал неудовлетворительно и его пришлось перезаписать. Работа на другой студии и с другой аппаратурой была достаточно затратным делом, но позволила группе достичь требуемого звучания.

## Приём

### Отзывы критиков
Альбом получил в среднем смешанные и положительные отзывы. Рик Андерсон из AllMusic оценил альбом на четыре звезды из пяти и прокомментировал, что он был «удивительно взрослым для группы, которой всего несколько лет». Брайан Э. Джемима из Drowned Is Sound поставил альбому два балла из десяти и отметил, что релиз звучит аналогично дебютному альбому группы When Broken Is Easily Fixed, вышедшему в 2003 году: «В нём есть ничем не примечательная, стандартная барабанная дробь — непременный аттрибут дерьмовой группы — и несколько чрезмерно продуманных песен, в которых так много запоминающихся парящих припевов (приправленных скримингом), которым будут подпевать дети, так что это всё очень скучно. Добавьте несколько отвратительных вставок со струнными, и у вас будет более чем достаточно причин, чтобы нажать на кнопку „Извлечь диск“»

### Продажи
Альбом занял 34-е место в чарте Billboard 200 и третье место в чарте независимых альбомов. Он также занял 42-е место в годовом чарте независимых альбомов Billboard. К концу 2005 года альбом был продан тиражом более 100 000 копий в США.
В день 10-летия альбома группа опубликовала фотографию, на которой упоминалось, что альбом был продан тиражом 400 000 копий.
| Оценки критиков  | Оценки критиков |
| Источник         | Оценка          |
| ---------------- | --------------- |
| AllMusic         | [ 30 ]          |
| Drowned in Sound | 2/10            |
| PopMatters       | [ 32 ]          |
| Punknews.org     | [ 33 ]          |
| Yahoo! Music     | Favorable       |

## Трек-лист
| №                   | Название                      | Длительность |
| ------------------- | ----------------------------- | ------------ |
| 1.                  | «Your Sword Versus My Dagger» | 3:00         |
| 2.                  | «Smile In Your Sleep»         | 3:12         |
| 3.                  | «The Ides Of March»           | 3:29         |
| 4.                  | «Fist Wrapped in Blood»       | 2:58         |
| 5.                  | «Discovering The Waterfront»  | 4:45         |
| 6.                  | «Defend You»                  | 3:28         |
| 7.                  | «My Heroine»                  | 3:27         |
| 8.                  | «Always And Never»            | 3:51         |
| 9.                  | «Already Dead»                | 3:17         |
| 10.                 | «Three Hours Back»            | 3:36         |
| 11.                 | «Call It Karma»               | 4:14         |
| Общая длительность: | Общая длительность:           | 39:08        |

#### Переиздание
| №                   | Название                          | Длительность |
| ------------------- | --------------------------------- | ------------ |
| 12.                 | «Rodeo Clown» (Кавер на Lifetime) | 2:03         |
| Общая длительность: | Общая длительность:               | 41:11        |

#### Переиздание с DVD
| №   | Название | Длительность |
| --- | --- | ------------ |
| 1.  | «Your Sword versus My Dagger (Концерт из House of Blues в Чикаго, Иллинойс с Never Sleep Again Tour)»                           |              |
| 2.  | «Smashed into Pieces (Концерт из House of Blues в Чикаго, Иллинойс с Never Sleep Again Tour)»                                   |              |
| 3.  | «Fist Wrapped in Blood (Концерт из House of Blues в Чикаго, Иллинойс с Never Sleep Again Tour)»                                 |              |
| 4.  | «Giving Up (Концерт из House of Blues в Чикаго, Иллинойс с Never Sleep Again Tour)»                                             |              |
| 5.  | «Discovering the Waterfront (Концерт из House of Blues в Чикаго, Иллинойс с Never Sleep Again Tour)»                            |              |
| 6.  | «Defend You (Концерт из House of Blues в Чикаго, Иллинойс с Never Sleep Again Tour)»                                            |              |
| 7.  | «Smile in Your Sleep (Концерт из House of Blues в Чикаго, Иллинойс с Never Sleep Again Tour)»                                   |              |
| 8.  | «Bleeds No More (с участием Уильяма Френсиса из Aiden) (Концерт из House of Blues в Чикаго, Иллинойс с Never Sleep Again Tour)» |              |
| 9.  | «Smile in Your Sleep (клип)» |              |
| 10. | «The Making of Smile in Your Sleep»                                                                                             |              |
| 11. | «Discovering the Waterfront (клип)»                                                                                             |              |
| 12. | «Discovering the Waterfront (montage video)»                                                                                    |              |

#### Бонус-треки с iTunes
| №  | Название                                                                                             | Длительность |
| -- | --- | ------------ |
| 1. | «Rodeo Clown (кавер на Lifetime)»                                                                    | 2:03         |
| 2. | «Discovering the Waterfront (Концерт из House of Blues в Чикаго, Иллинойс с Never Sleep Again Tour)» | 4:43         |

## Участники записи
Информация из буклета к альбому.
Silverstein
- Шейн Тольд — вокал, гитара
- Пол Кёлер — барабаны
- Нил Бошарт — гитара
- Джош Бредфорд — гитара
- Билл Хэмилтон — бас-гитара, бэк-вокал

Приглашённые музыканты
- Шон Маккин — струнная аранжировка, скрипка
- Родни Вирц — скрипка, альт, виолончель
- Кертис Мэтьюсон — меллотрон, синтезаторы

Продюсирование
- Кэмерон Уэбб — продюсирование, звукорежиссёр, сведение
- Серхио Чавес, Стив Дженевик, Дэвид Фрикс — дополнительная инженерия
- Скотт Комер, Кори Гаш — предварительная запись
- Брайан Гарднер — мастеринг
- Майк Фазано — барабанный техник
- Пол Кёлер, Silverstein — художественный дизайн
- Мартин Виттфут — художественное оформление
- Горди Болл — фото
- Doublej — компоновка

## Чарты

### Еженедельные чарты
| Чарт (2005)                         | Высшая позиция |
| ----------------------------------- | -------------- |
| США (Billboard 200)                 | 34             |
| США (Independent Albums, Billboard) | 3              |

### Годовые итоговые чарты
| Чарт (2005)                                  | Позиция |
| -------------------------------------------- | ------- |
| США (Independent Albums Year-end, Billboard) | 42      |

## Комментарии
1. ↑  Webb would later work with the band producing A Shipwreck in the Sand (2009),[2] and mixing Decade (Live at the El Mocambo) (2010),[3] Transitions (2010)[4] and Rescue (2011).[5]